# Décimo Grado
Décimo Grado fue una serie de televisión colombiana, producida por Cenpro Televisión entre 1986 y 1990, dirigida por Jorge Emilio Salazar y Alfredo Tappan. La serie se grabó inicialmente en el Instituto Técnico Central La Salle de Bogotá, usando algunos salones únicamente para las grabaciones, ya que el colegio no era propio de la serie, y había estudiantes reales en aquel instituto. Posteriormente, cuando en la trama el plantel se convirtió en mixto, se cambió la locación.

## Argumento
La serie no tiene un propósito central, sino que muestra la naturaleza de jóvenes de clase media que asisten a un instituto educativo distrital en Bogotá.
Esta serie nos plantea un concepto pedagógico y la relación entre profesores y estudiantes.
Según Juan Camilo Jaramillo (el creador), temas tales como violencia, drogas y alcoholismo hicieron dar un paso al costado a esta serie, que a su vez es de libre pensamiento y que entre sus metas está un futuro feliz.
También se resalta que el seriado intentó imitar lo que era la realidad de los jóvenes en la época, en la cual se puede apreciar que usan un lenguaje similar. Muchas veces también se retrataban problemas y peleas entre sus estudiantes, lo que le aportaba más naturaleza a la serie.

## Canción principal
El tema musical de la serie fue compuesto por el dúo musical de los hermanos Ana y Jaime Valencia, titulado con el mismo nombre de la serie. Cabe resaltar que este fue el único que se usó durante toda la vida del programa.

## Elenco
- Alejandro Buenaventura como don Alejandro y don Rafael.
- Carlos Alfredo Caicedo como "Sapo" Varela.
- Milton Ruiz como Upegui.
- David Guerrero como David.
- Edilberto Gómez como don Asmodeo.
- Daniel Merizalde como Fernando Merizalde.
- Carolina Patiño como Fabiolita
- Ramiro Meneses como Ramiro Restrepo.
- Diego Plazas como Rubiano.
- Juan Alemán como Lombana.
- Luly Bossa como profesora Luly.
- Alonso Bayona como Bayona.
- Florencio Torres como "El Negro".
- Martha Ligia Romero como Marcelita.
- Sandra Mónica Cubillos como Graciela Zapata.
- David Jaramillo Santamaría como don Blas.
- Andrés Rodríguez como "Paletas".
- Harold Moreno como Carrizosa.
- Constanza Gutiérrez como Catalina
- Margoth Velásquez [1]como la rectora.
- Delfina Guido

## Premios y nominaciones

### Premio Simón Bolívar de Televisión
Artículo principal: Premios Simón Bolívar de Televisión
| Año  | Categoría                           | Resultado |
| ---- | ----------------------------------- | --------- |
| 1987 | Mejor seriado o dramatizado juvenil | Ganador   |